# Scutinanthe
Scutinanthe es un género con cuatro especies de plantas  perteneciente a la familia Burseraceae.

## Taxonomía
El género fue descrito por George Henry Kendrick Thwaites y publicado en Hooker's Journal of Botany and Kew Garden Miscellany 8: 266, t. 8. 1856. La especie tipo es: Scutinanthe brunnea Thwaites

## Especies seleccionadas
| - Scutinanthe boerlagii Hochr. - Scutinanthe brevisepala Leenh. - Scutinanthe brunnea Thwaites - Scutinanthe engleri Elmer |